# The Korea Times
The Korea Times (koreansk: 코리아타임스) er den ældste af de tre engelsksprogede aviser, der udkommer dagligt i Sydkorea; de øvrige er The Korea Herald og Korea JoongAng Daily. Avisen er en del af en avisgruppe, der også udgiver Sports Hankook og Seoul Economic Daily.
Siden begyndelsen den 1. november 1950 har The Korea Times set sig selv som et brohoved til Sydkorea for engelsktalende besøgende og for diplomatiet. Avisen dækker politik, samfund, forretninger, finanser, kultur og sport. I de senere år har The Korea Times også udgivet en ugentlig "Foreign Community"-sektion og en weekendavis om fredagen. Avisen udgiver også indhold fra The New York Times.